# Ferdinando Vegas
Ferdinando Vegas (Catania, 1916 – Milano, 11 maggio 1984) è stato un giornalista e giurista italiano.
Viene considerato uno degli studiosi più importanti del diritto internazionale dell'epoca.

## Biografia
Nato nel 1916 a Catania, Vegas si dedica inizialmente a studi sulla storia e dagli anni 1950 fino alla morte è giornalista presso la redazione de La Stampa. Inoltre, è stato professore a Varese di filosofia e storia in un liceo del paese e successivamente docente di Storia americana presso l'Università degli Studi di Pavia. Si è occupato di argomenti riguardanti la storia degli Stati Uniti d'America e, più in generale, la storia del continente americano. Negli anni 1950/1960, Vegas viene considerato un pioniere, in quanto contro i tabù dell'epoca, inizia a insegnare Storia americana, il cui studio veniva vietato nelle Università. Fu, comunque, tra i primi in Italia, ad insegnare tale disciplina.
Ha scritto anche opere di argomento filosofico e politologico di notevole interesse. Il docente ha donato alla biblioteca di Scienze politiche dell'Università di Pavia diverse pubblicazioni.
Ha pubblicato su diverse riviste italiane come "Il ponte", "Economia delle scelte pubbliche", "Il Mondo" e venne citato da Paul F. Grendler nell'articolo: Francesco Sansovino and Italian Popular History 1560-1600 in Studies in the Renaissance. Inoltre, è stato direttore della sezione America del Nord dell'Istituto per gli studi di politica internazionale (ISPI) per circa vent'anni. Ha anche collaborato con la Rai.
Muore l'11 maggio 1984, in una clinica di Milano, dove era ricoverato da due mesi. Il 24 novembre dello stesso anno viene commemorato all'Università di Pavia. A lui è stato dedicato un fondo nella biblioteca di Scienze Politiche e Sociali della stessa Università.

## Opere
- Il pensiero di Angel Ganivet, Milano, Bocca, 1947.
- Il problema storiografico, Milano, Marzorati, 1953. (in Questioni di storia contemporanea)
- L'unione europea occidentale, Padova, CEDAM, 1955.
- La quarta Francia, Roma, Nuova Antologia, 1956.
- Bernardo Davanzati, Milano, Marzorati, dopo il 1961.
- La situazione internazionale nel 1962, Messina, Firenze, Casa Editrice D'Anna, 1963.
- La situazione internazionale nel 1965, Messina, Firenze, Casa Editrice D'Anna, 1966.
- La situazione internazionale nel 1967, Messina, Firenze, Casa Editrice D'Anna, 1968.
- Franklin Delano Roosevelt, Milano, Marzorati, 1977.